# Mecklenburg-Vorpommersche Verkehrsgesellschaft
Die Mecklenburg-Vorpommersche Verkehrsgesellschaft (MVVG) ist ein Verkehrsunternehmen mit Sitz in Demmin, das die Linienbus-Verbindungen im Landkreis Mecklenburgische Seenplatte und die Personenfähre in Aalbude betreibt. Das Bedienungsgebiet im flächengrößten Landkreis Deutschlands umfasst insgesamt etwa 5.600 Quadratkilometer.
Die MVVG entstand im Jahr 2013 aus der Fusion der beiden kommunalen Verkehrsunternehmen Demminer Verkehrsgesellschaft (DVG) und Verkehrsgesellschaft Mecklenburg-Strelitz (VMS).

## Geschichte
Als Konsequenz aus der Vereinigung der beiden Landkreise Demmin und Mecklenburg-Strelitz fusionierten deren kommunale Verkehrsunternehmen DVG und VMS, um Doppelstrukturen zu vermeiden. Hinzu kam, dass zum Jahr 2015 die Linienkonzessionen der VMS ausliefen. Gemäß EU-Recht hätte für eine abermalige Direktvergabe die Subunternehmerquote unter 50 Prozent liegen müssen, was bei der VMS nicht der Fall war.
Den Betrieb im Bereich Jarmen / Loitz gab die MVVG bis zum 1. Januar 2016 ab, den Verkehr übernahm die Verkehrsgesellschaft des Nachbarlandkreises. Die Amtsbereiche Loitz und Jarmen waren bei der Kreisgebietsreform 2014 zu einem Teil des Landkreises Vorpommern-Greifswald geworden.
Mit Kauf der Personenverkehr Müritz GmbH (pvm) aus Waren (Müritz) übernahm die MVVG zum 1. Januar 2017 auch die Verkehre im Gebiet des ehemaligen Landkreises Müritz. Seit Jahresbeginn 2017 wird somit der gesamte Linienverkehr im Landkreis Mecklenburgische Seenplatte durch die MVVG erbracht, außer der Stadtverkehr Neubrandenburg.

## Betrieb

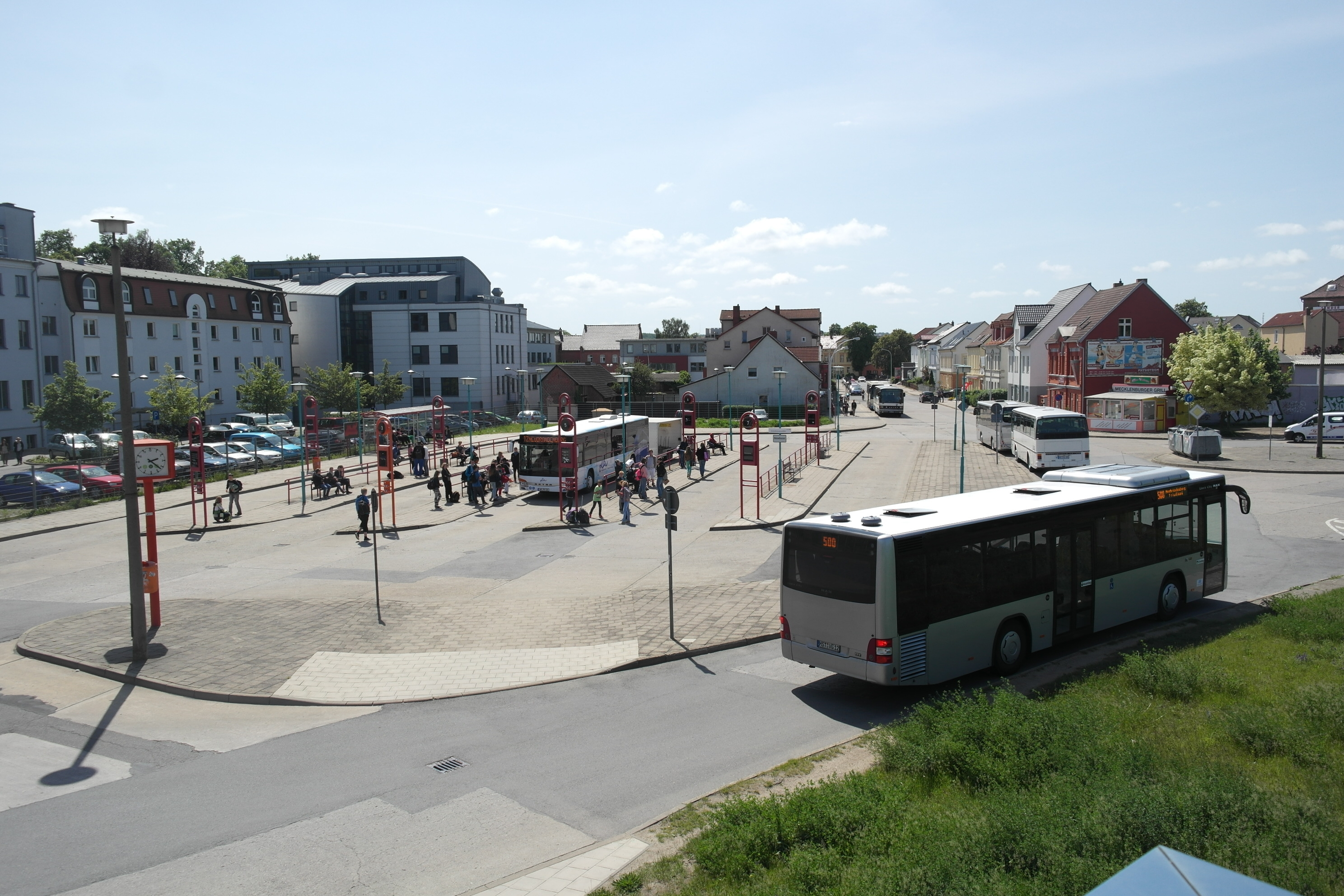
Zentraler Omnibusbahnhof in Neubrandenburg, diese Anlage bildet den Drehpunkt des Netzes

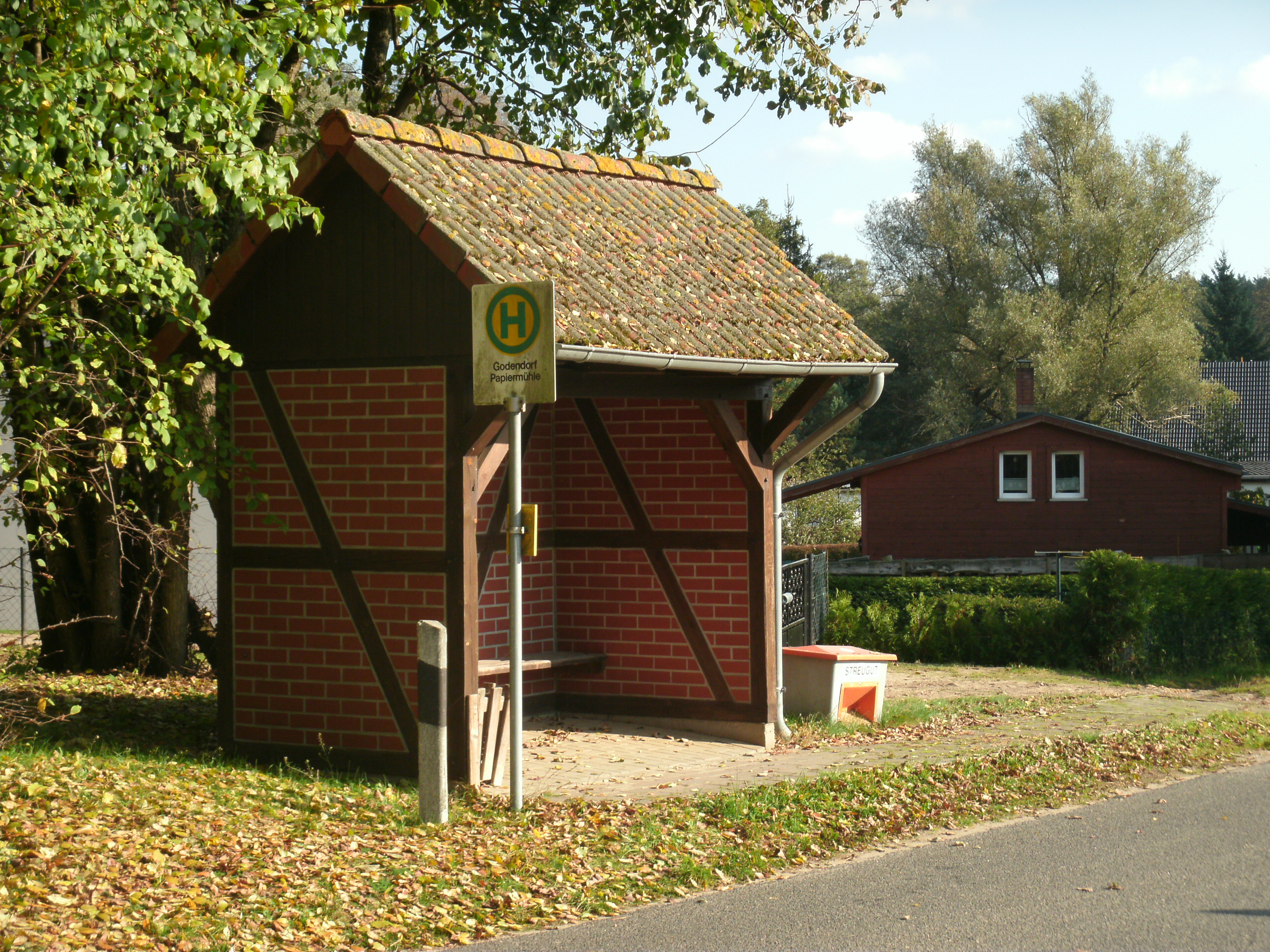
Ländliche Bushaltestelle im Godendorfer Ortsteil Papiermühle

Die Mecklenburg-Vorpommersche Verkehrsgesellschaft verfügt im Norden ihres Verkehrsgebietes (Waren (Müritz), Neubrandenburg, Demmin) über einen eigenen Fuhrpark von etwa 190 Bussen. Diese sind auf den Betriebshöfen in Friedland, Neubrandenburg, Demmin, Altentreptow, Stavenhagen, Röbel/Müritz und Waren (Müritz) beheimatet. Neben den eben genannten Betriebshöfen gibt es einige kleinere Betriebsstellen, die einem Betriebshof zugehörig sind (Beispiel: Die Betriebsstelle in Burg Stargard besitzt nur vier Busse, die eigentlich zu Neubrandenburg gehören). Bei einem Großteil der Fahrzeuge handelt es sich um Regionalbusse. Die eigenen Fahrzeuge sind mit Kameraüberwachungsanlagen und Leuchtanzeigen ausgerüstet, jeder neu beschaffte Bus zusätzlich mit einem Hublift oder einer Rampe für den barrierefreien Zugang.
Im südlichen Teil des Verkehrsgebietes (Raum Neustrelitz) werden die Verkehrsleistungen fast ausschließlich von Subunternehmern erbracht, die hierfür mehr als 70 weitere Busse vorhalten.
Das Verkehrsgebiet ist gekennzeichnet durch ein sehr dünn besiedeltes Flächenland mit einem vergleichsweise geringen Fahrgastpotential. Die Fahrpläne der meisten Buslinien orientieren sich daher am Schülerverkehr, in den Schulferien erfolgt die Bedienung vieler Linien nur an einzelnen Wochentagen. Zu Schwachverkehrszeiten kommen alternative Bedienungsformen zum Einsatz, d. h. Fahrten werden mit Linientaxen und/oder nur nach telefonischer Voranmeldung durchgeführt. Ein täglicher Taktverkehr wird auf mehreren Hauptachsen angeboten, die sternförmig von und nach Neubrandenburg führen.
Ein zentrales Kundenzentrum befindet sich am Zentralen Omnibusbahnhof (ZOB) in Neubrandenburg. Die Mobilitätszentrale Mecklenburgische Seenplatte der MVVG ist Informations- und Auskunftsstelle für alle Angelegenheiten des regionalen Nahverkehrs.

## ILSE-Rufbus
Der ILSE-Rufbus, ein Projekt der Verkehrsgesellschaft Vorpommern-Greifswald mbH (VVG), wurde im Jahr 2021 auf die nordöstlichen Gebiete des Landkreises Mecklenburgische Seenplatte ausgedehnt. Seitdem können auch die Fahrgäste der MVVG in den Bereichen Friedland, Neubrandenburg, Burg Stargard, Woldegk, Altentreptow und Demmin diesen neuen Rufbus benutzen.
Die Rufbus-Leistungen werden durch Kleinbusse erbracht, die meist 3–8 Sitzplätze aufweisen. Der ILSE-Rufbus verkehrt montags bis freitags zwischen 8 und 18 Uhr, zeitlich und räumlich flexibel nach Kundenwunsch, sofern 30 Minuten vor und nach der gewünschten Abfahrtszeit kein planmäßiger Linienbus verkehrt. Mindestens 60 Minuten vor Abfahrt muss der ILSE-Rufbus telefonisch oder online per Bestellformular angefordert worden sein.

## Tarif
In den Bussen der MVVG gilt der Gemeinschaftstarif Mecklenburgische Seenplatte. Busfahrkarten der MVVG werden auch in den Zügen der Kleinseenbahn zwischen Neustrelitz und Mirow anerkannt, Fahrkarten der Kleinseenbahn umgekehrt in den regelmäßig parallel verkehrenden Bussen.
Der Tarif des ILSE-Rufbus (siehe oben) ist an den normalen Busverkehrstarif angelehnt.
Speziell für Fahrten von und nach Neubrandenburg wird das Kombi-Ticket MSE angeboten, das in den Zügen der Kleinseenbahn, den Regionalbussen und den Stadtverkehren (wie etwa den Neubrandenburger Stadtbussen) auf der jeweiligen Relation gilt.
Bei der saisonalen Müritz-Nationalparklinie existiert ein touristischer Sondertarif, das Müritz-Nationalpark-Ticket. Eine Fahrradmitnahme ist im Rahmen der Kapazität spezieller Fahrradanhänger möglich, außerdem ist das Ticket auch als Kombiticket für die Nationalparkbusse der MVVG und die Müritz-Schifffahrt der Weißen Flotte erhältlich.